# Ansâri från Herat

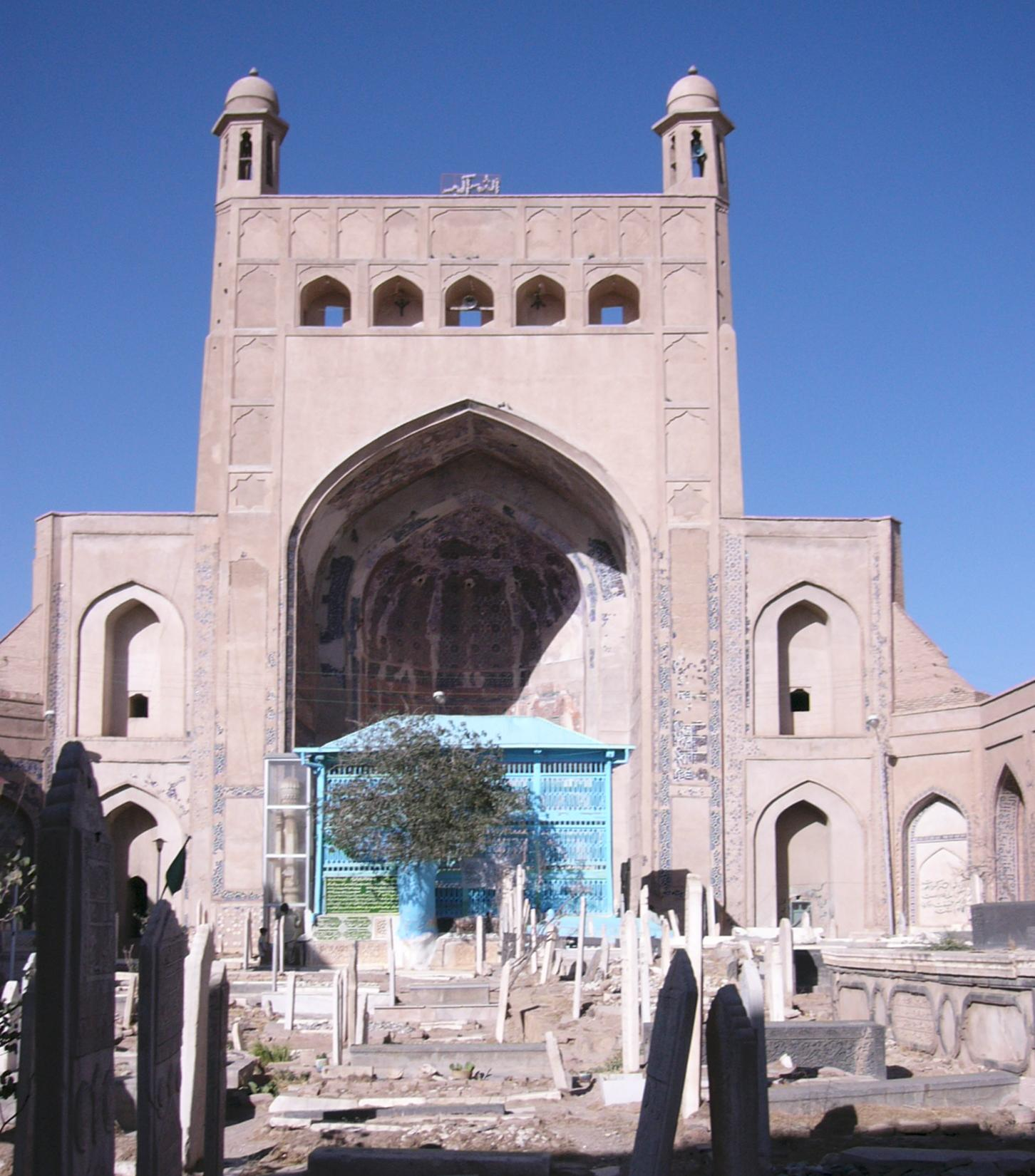
Ansâris grav i Herat Afghanistan

Khajah Abdullah Ansâri från Herat, eller Abu Ismaïl Abdullah ibn Abi-Mansour Mohammed, född 1006 i Quhandiz, död 1088 i Herat, i det dåvarande Khorasan, nuvarande Afghanistan, var en sufist, poet och författare. Han är också känd som Pir-i Herat (den vise från Herat), eftersom han verkade större delen av livet i Herat. Han fick även hedersnamnen Shaikh al-Mashâyikh, ”Mästarnas mästare” och Shaykh al-islām.  Han är främst känd för sina munâjât, en form av personliga böner till Gud. Han praktiserade den sunnitiska lagskolan Hanbali fiqh, och skrev inte bara på persiska utan även på arabiska. Han grundade en sufisk zâwiya (ett sufi-konvent), som blev ursprunget till en sufi-skola och en mystiktradition med stort inflytande i Centralasien. Hans mausoleum i Herat är ett välbesökt pilgrimsmål.

## Biografi
Ansâris far var affärsinnehavare och sonens förste vägledare och lärare. De härstammade från en av Muhammeds medhjälpare, Abu Ayyub al-Ansâri. I sin ungdom studerade Ansâri i Nishapur och därefter i Tus och i Bistâm. Han blev känd som poet redan i fjortonårsåldern. När han år 1031 återkom från en pilgrimsresa blev han elev till Shaikh Abul Hassan Kharaqâni.
Det berättas att Ansâri hade en stark personlighet, att han undvek umgänge med rika och mäktiga och att han gav de gåvor han fick till fattiga. 
Ansâri försvarade ivrigt sunna och som en framstående Koran-kännare motsatte han sig de asharitiska och mutazilitiska avvikelserna. Han fruktade varken sultanen eller andra auktoriteter, som flera gånger förgäves försökte få honom dömd. Några gånger tvingades Ansâri att lämna sin hemstad och leva i exil. 

## Författargärning
Ansâri skrev såväl poetiska verk (kvartiner) som sufiska traktater, däribland en bok med biografier över helgon och mystiker: Tabaqât al-sufiya, baserad på en arabisk förlaga. Ansâris text i den boken är av stort filologiskt intresse eftersom den skrevs på en gammal lokal dialekt som då talades i Herat. Denna helgonbiografi reviderades och utökades år 1478 av Jâmi i dennes Nafahât, som även han verkade i Herat. Ansâri skrev flera böcker om islamisk filosofi och mysticism. En av hans böcker, skriven på arabiska, är Manâzil as-Sâ’irin (Vägfararens stationer), som beskriver den sökande sufierns andliga väg genom hundra stationer. Hans mest kända arbete är Munâjât Namâ, som skrevs på rimmad och rytmisk prosa med inslag av dikter. Den innehåller böner och åkallan av Gud. Hans munâjât blev med tiden blev så uppskattade att andra författare skrev munâjât i samma stil, och många av dem kom att tillskrivas Ansâri. Redan på tusentalet skrev Ansâri om sufiska temata som senare blev vanliga: den religiösa kvietismen, ödmjukheten, allvaret, passionen och teosofin. I Ansâris Kitāb dhamm al-kalām va ahlih utvecklar han sin opposition mot den rationella teologin, som han motsatte sig under hela sitt liv.
Efter Ansâris död samlade hans elever hans läror om Korantolkning (tafsîr) i det omfattande verket Kashf al-Asrâr (Avslöjande av hemligheter), där även hans munâjât inkorporerades. Än idag blir hans texter lästa och begrundade särskilt i sufiska sammanhang.